# Uczelnie medyczne w Polsce
Uczelnie medyczne w Polsce – wykaz działających w Polsce uczelni medycznych oraz podstawowych jednostek organizacyjnych (w tym wydziałów uniwersyteckich), kształcących na kierunku lekarskim.

## Charakterystyka
Zgodnie z Ustawą z dnia 20 lipca 2018 r. Prawo o szkolnictwie wyższym i nauce, uczelnia medyczna w Polsce jest uczelnią publiczną nadzorowaną przez ministra właściwego ds. zdrowia. Minister zdrowia nadzoruje zgodność działań uniwersytetów medycznych z przepisami prawa i statutem, a także prawidłowe wydatkowanie środków publicznych. W Polsce funkcjonuje 9 uniwersytetów medycznych, Collegium Medicum Uniwersytetu Jagiellońskiego (w latach 1950–1993 Akademia Medyczna im. Mikołaja Kopernika w Krakowie), Collegium Medicum Uniwersytetu Mikołaja Kopernika (w latach 1984–2004 Akademia Medyczna im. Ludwika Rydygiera w Bydgoszczy), Collegium Medicum Uniwersytetu Warmińsko-Mazurskiego, Collegium Medicum Uniwersytetu Zielonogórskiego, 5 wydziałów uniwersytetów oraz 3 wydziały uczelni niepublicznych, na których dostępny jest kierunek lekarski.
Limit przyjęć nowych studentów na kierunek lekarski i lekarsko-dentystyczny dla konkretnej uczelni określa corocznie minister zdrowia w rozporządzeniu. W roku akademickim 2019/2020 na kierunek lekarski rekrutować mogło 21 uczelni, zaś na kierunek lekarsko-dentystyczny – 10.
Problemem polskich uczelni medycznych jest nepotyzm. Raport Komisji Europejskiej z października 2013 wskazuje, że znaczące jest w Polsce zjawisko zawłaszczenia przez rodziny lekarzy uniwersyteckich posad, katedr i klinik, które bywają przekazywane wewnątrz klanów lekarskich.
Pierwszym polskim uniwersytetem medycznym był utworzony 1 października 2002 Uniwersytet Medyczny w Łodzi, który powstał z połączenia Akademii Medycznej i Wojskowej Akademii Medycznej im. gen. dyw. Bolesława Szareckiego, mających siedziby w tym mieście. Przekształcenia kolejnych ośmiu akademii medycznych w uniwersytety medyczne miały miejsce w latach 2007–2012.
W roku akademickim 2014/2015 na uniwersytetach medycznych studiowało 59 691 osób.
Dzieje kształcenia medycznego w Polsce na poziomie akademickim sięgają drugiej połowy XIV w. W ufundowanym w 1364 przez króla Kazimierza Wielkiego krakowskim Studium Generale znalazły się trzy fakultety. Medycynę reprezentowało wówczas dwóch uczonych: profesor medycyny i zapewne profesor astronomii, do którego zadań należało prowadzenie wykładów z astrologii. Zajęcia odbywały się w zamku na Wawelu. Gdy w 1400 odnowiono krakowską akademię, jej pierwszy rektor Stanisław ze Skarbimierza podkreślił w mowie inauguracyjnej znaczenie wydziału lekarskiego.

## Uniwersytety medyczne
Opracowano na podstawie danych Ministerstwa Zdrowia oraz poszczególnych uczelni. Liczba studentów według stanu w dniu 30 listopada 2014, w oparciu o dane Głównego Urzędu Statystycznego.
| Lp. | Nazwa                                                      | Siedziba  | Siedziba | Historia | Liczba studentów | Rektor (kadencja 2016–2020)         |
| --- | ---------------------------------------------------------- | --------- | -------- | --- | ---------------- | ----------------------------------- |
| 1.  | Uniwersytet Medyczny w Łodzi                               | Łódź      |          | Utworzony w 2002 z połączenia funkcjonujących w Łodzi: Akademii Medycznej (założonej w 1950 [1945]) i Wojskowej Akademii Medycznej (powstałej w 1958 [1950]). | 8409             | prof. dr hab. Radzisław Kordek      |
| 2.  | Uniwersytet Medyczny im. Karola Marcinkowskiego w Poznaniu | Poznań    |          | Utworzony jako samodzielna Akademia Lekarska w Poznaniu w 1950 (w tym samym roku przemianowana na Akademię Medyczną w Poznaniu) z Wydziału Lekarskiego (założony w 1920) i Wydziału Farmaceutycznego (założony w 1947) Uniwersytetu Poznańskiego. Uczelnia w 1984 otrzymała imię Karola Marcinkowskiego. Pod obecną nazwą od 2007.                                                                               | 6620             | prof. dr hab. Andrzej Tykarski      |
| 3.  | Śląski Uniwersytet Medyczny w Katowicach                   | Katowice  |          | Utworzony w 1948 jako Akademia Lekarska w Bytomiu, która od 1971 nosiła nazwę Śląska Akademia Medyczna imienia Ludwika Waryńskiego w Katowicach. Pod obecną nazwą od 2007. | 9249             | prof. dr hab. Przemysław Jałowiecki |
| 4.  | Warszawski Uniwersytet Medyczny                            | Warszawa  |          | Utworzony w 1950 jako Akademia Lekarska w Warszawie (w tym samym roku przemianowana na Akademię Medyczną w Warszawie) z połączenia Wydziałów Lekarskiego i Farmaceutycznego Uniwersytetu Warszawskiego z Akademią Stomatologiczną. Pod obecną nazwą od 2008. Korzeniami sięga założonej w 1809 Szkoły Lekarskiej w Warszawie, włączonej w 1816 do Królewskiego Uniwersytetu Warszawskiego jako Wydział Lekarski. | 9030             | prof. dr hab. Mirosław Wielgoś      |
| 5.  | Uniwersytet Medyczny w Lublinie                            | Lublin    |          | Utworzony jako samodzielna Akademia Lekarska w Lublinie w 1950, przemianowana w tym roku na Akademię Medyczną w Lublinie, która od 2002 nosiła imię Feliksa Skubiszewskiego. Pod obecną nazwą od 2008. | 6886             | prof. dr hab. Andrzej Drop          |
| 6.  | Uniwersytet Medyczny w Białymstoku                         | Białystok |          | Utworzony w 1950 jako Akademia Lekarska w Białymstoku, przemianowana w tym samym roku na Akademię Medyczną w Białymstoku. Pod obecną nazwą od 2008. | 4461             | prof. dr hab. Adam Krętowski        |
| 7.  | Gdański Uniwersytet Medyczny                               | Gdańsk    |          | Utworzony w 1945 jako Akademia Lekarska w Gdańsku na bazie lokalowej zlikwidowanej niemieckiej Medizinische Akademie Danzig (1935–1945). W 1950 uczelnię przemianowano na Akademię Medyczną w Gdańsku. Pod obecną nazwą od 2009. | 5076             | prof. dr hab. Marcin Gruchała       |
| 8.  | Pomorski Uniwersytet Medyczny w Szczecinie                 | Szczecin  |          | Utworzony w 1948 jako Akademia Lekarska w Szczecinie, nosząca w latach 1949–1992 nazwę Pomorska Akademia Medyczna im. gen. Karola Świerczewskiego. Pod obecną nazwą od 2010. | 5191             | prof. dr hab. Bogusław Machaliński  |
| 9.  | Uniwersytet Medyczny im. Piastów Śląskich we Wrocławiu     | Wrocław   |          | Utworzony jako samodzielna Akademia Lekarska we Wrocławiu w 1950 z Wydziału Lekarskiego Uniwersytetu Wrocławskiego, powstałego w 1506 na Uniwersytecie Viadrina we Frankfurcie nad Odrą. Jeszcze w 1950 uczelnię przemianowano na Akademię Medyczną we Wrocławiu, która od 1989 nosi imię Piastów śląskich. Pod obecną nazwą od 2012.                                                                            | 5572             | prof. dr hab. Marek Ziętek          |

## Uniwersytety z Collegium Medicum (Kolegium Nauk Medycznych)
| Lp. | Nazwa                                                                        | Siedziba     | Siedziba | Historia | Liczba studentów | Prorektor ds. Collegium Medicum          |
| --- | ---------------------------------------------------------------------------- | ------------ | -------- | --- | ---------------- | ---------------------------------------- |
| 1.  | Collegium Medicum Uniwersytetu Jagiellońskiego                               | Kraków       |          | Wydział Lekarski powstał w 1364 wraz z założeniem Akademii Krakowskiej. W 1950 wyłączono go z Uniwersytetu Jagiellońskiego i utworzono z niego samodzielną uczelnię – Akademię Lekarską w Krakowie (później: Akademia Medyczna im. Mikołaja Kopernika w Krakowie). W 1993 uczelnię włączono do UJ jako Collegium Medicum.                             | 6478             | prof. dr hab. Wojciech Nowak             |
| 2.  | Collegium Medicum Uniwersytetu Mikołaja Kopernika                            | Bydgoszcz    |          | W 1984 na bazie Zamiejscowego Wydziału Lekarskiego Akademii Medycznej w Gdańsku (założonego w 1979 [1975]) utworzono samodzielną Akademię Medyczną w Bydgoszczy. W 2004 Akademia Medyczna im. Ludwika Rydygiera w Bydgoszczy została włączona do Uniwersytetu Mikołaja Kopernika w Toruniu jako Collegium Medicum im. Ludwika Rydygiera w Bydgoszczy. | 5276             | prof. dr hab. Grażyna Odrowąż-Sypniewska |
| 3.  | Collegium Medicum Uniwersytetu Warmińsko-Mazurskiego                         | Olsztyn      |          | W 2007 na Uniwersytecie Warmińsko-Mazurskim w Olsztynie utworzono Wydział Nauk Medycznych, który w 2017 przekształcono w Collegium Medicum UWM. |                  | prof. dr hab. n. med. Sergiusz Nawrocki  |
| 4.  | Kolegium Nauk Medycznych Uniwersytetu Rzeszowskiego                          | Rzeszów      |          | Powstało w 2019 z połączenia Wydziału Medycznego (utworzonego w 2004 jako Wydział Nauk o Zdrowiu) z Wydziałem Wychowania Fizycznego (utworzonego w 2009) Uniwersytetu Rzeszowskiego. |                  | prof. dr. hab. n. med. Artur Mazur       |
| 5.  | Collegium Medicum Uniwersytetu Zielonogórskiego                              | Zielona Góra |          | Utworzone w 2019 ze zniesionego Wydziału Lekarskiego i Nauk o Zdrowiu, który powstał na Uniwersytecie Zielonogórskim w 2015. |                  | prof. dr hab. Maciej Zabel               |
| 6.  | Collegium Medicum Uniwersytetu Jana Kochanowskiego                           | Kielce       |          | Powstało w 2019 na bazie Wydziału Lekarskiego i Nauk o Zdrowiu Uniwersytetu Jana Kochanowskiego w Kielcach, który od 2015 kształci na kierunku lekarskim. |                  | dr hab. Dorota Kozieł, prof. UJK         |
| 7.  | Collegium Medicum im. dr. Władysława Biegańskiego Uniwersytetu Jana Długosza | Częstochowa  |          | Powstało w 2023 na bazie Wydziału Nauk o Zdrowiu Uniwersytetu Humanistyczno-Przyrodniczego im. Jana Długosza w Częstochowie, który od 2022 kształci na kierunku lekarskim. |                  | dr hab. Sławomir Letkiewicz, prof. UJD   |

## Wydziały uniwersyteckie i uczelnie z kierunkiem lekarskim
- Wydział Lekarski Uniwersytetu Opolskiego – uprawniony do prowadzenia studiów na kierunku lekarskim od roku akademickiego 2017/2018[29]
- Wydział Nauk Medycznych i Nauk o Zdrowiu Uniwersytetu Radomskiego – uprawniony do prowadzenia studiów na kierunku lekarskim od roku akademickiego 2017/2018[30][31]
- Wydział Medyczny Collegium Medicum Uniwersytetu Kardynała Stefana Wyszyńskiego w Warszawie – utworzony w 2018 roku. W 2019 roku uruchomiono rekrutację na studia na kierunku lekarskim[32][33]
- Wydział Medyczny Uniwersytetu Warszawskiego - utworzony w 2022 roku. Studia na kierunku lekarskim zostały uruchomione od roku 2023/2024[34]
- Wydział Medyczny Katolickiego Uniwersytetu Lubelskiego Jana Pawła II - utworzony w 2022 roku. Studia na kierunku lekarskim zostały uruchomione od roku akademickiego 2023/2024[35]
- Wydział Medyczny i Nauk o Zdrowiu Uniwersytetu Kaliskiego im. Prezydenta Stanisława Wojciechowskiego - studia na kierunku zostały uruchomione od roku akademickiego 2023/2024[36]
- Wydział Nauk Medycznych i Nauk o Zdrowiu Uniwersytetu w Siedlcach - studia na kierunku lekarskim zostały uruchomione od roku akademickiego 2023/2024[37]
- Collegium Medicum. Wydział Lekarski Akademii Mazowieckiej w Płocku - studia na kierunku lekarskim zostały uruchomione od roku akademickiego 2023/2024[38]
- Wydział Medyczny Politechniki Wrocławskiej - studia na kierunku zostały uruchomione od roku akademickiego 2023/2024[39]
- Wojskowe Centrum Kształcenia Medycznego Akademii Wojsk Lądowych im. generała Tadeusza Kościuszki we Wrocławiu[40]
- Akademia Nauk Stosowanych w Nowym Targu - uprawniona do prowadzenia jednolitych studiów magisterskich na kierunku lekarskim od roku akademickiego 2023/2024[41]
- Uniwersytet Medyczny im. Piastów Śląskich we Wrocławiu. Filia w Wałbrzychu  - uprawniona do prowadzenia jednolitych studiów magisterskich na kierunku lekarskim od roku akademickiego 2023/2024

## Uczelnie niepubliczne z kierunkiem lekarskim
- Wydział Lekarski Krakowskiej Akademii im. Andrzeja Frycza Modrzewskiego – utworzony 1 marca 2016; pierwsza rekrutacja na kierunek lekarski w 2016[3][42]
- Wydział Medyczny Uczelni Łazarskiego w Warszawie – uprawniony do prowadzenia studiów na kierunku lekarskim od roku akademickiego 2017/2018[43][44]
- Akademia Śląska (dawniej: Wyższa Szkoła Techniczna w Katowicach), Wydział Nauk Medycznych im. prof. Zbigniewa Religi w Zabrzu[potrzebny przypis] – uprawniony do prowadzenia studiów na kierunku lekarskim od roku akademickiego 2018/2019[45]
- Uczelnia Medyczna im. Marii Skłodowskiej-Curie w Warszawie - uprawnienia do prowadzenia jednolitych studiów magisterskich na kierunku lekarskim od roku akademickiego 2020/2021[46]
- Wydział Lekarski Akademii Medycznych i Społecznych Nauk Stosowanych w Elblągu - uprawniony do prowadzenia studiów na kierunku lekarskim od roku akademickiego 2022/2023[47]
- Akademia WSB w Dąbrowie Górniczej - uprawniona do prowadzenia studiów na kierunku lekarskim od roku akademickiego 2023/2024[48]
- Akademia Kultury Społecznej i Medialnej w Toruniu - uprawniona do prowadzenia jednolitych studiów magisterskich na kierunku lekarskim od roku akademickiego 2023/2024[49].
- Społeczna Akademia Nauk w Łodzi - uprawniona do prowadzenia jednolitych studiów magisterskich na kierunku lekarskim od roku akademickiego 2023/2024[50]
- Poznańska Akademia Medyczna Nauk Stosowanych im. Księcia Mieszka I w Poznaniu - uprawniona do prowadzenia jednolitych studiów magisterskich na kierunku lekarskim od roku akademickiego 2023/2024[51]